# Frankenhammer (Bad Berneck im Fichtelgebirge)
Frankenhammer ist ein Gemeindeteil der Stadt Bad Berneck im Fichtelgebirge im Landkreis Bayreuth (Oberfranken, Bayern). Frankenhammer liegt in der Gemarkung Bad Berneck.

## Geografie
Der Weiler liegt am Weißen Main. Er bildet mit Bad Berneck im Nordwesten und Goldmühl im Südosten eine geschlossene Siedlung. Eine Anliegerstraße führt nach Warmeleithen (0,3 km nördlich).

## Geschichte
In Frankenhammer wurde vom 14. bis zum 17. Jahrhundert ein Eisenhammer genannt. Dieser wurde vom Wasser des Weißer Mains angetrieben und lag am orographisch rechten Flussufer. Am 2. Januar 1346 verkaufte das Stift Waldsassen den Frankenhammer. Der Hammer wurde von einem namensgebenden Frank erbaut. Die Hammerherren haben auf dem Rödlasberg gewohnt. Zu dem Hammerwerk soll ein Eisenerz führender Bergwerksstollen, der in den Mainberg nördlich von Rödlasberg führte, gehört haben. 1536 wird der Hammer außer Betrieb gesetzt. 1515 wurde das Hammergut durch seinen Besitzer Nickel Puelmann wegen die Verheiratung seiner Töchter aufgeteilt. Es entstanden die Höfe Frankenhammer, Warmeleithen, Haselleithen und Kutschenrangen. Im Landbuch Amt Berneck von 1560 bis 1585 heißt es, dass ein Claus Ebner auf dem Frankenhammer sitzt, der aber nicht gangbar ist; an diesem hat er drei Teile, das letzte Viertel gehört einem Hans Schemlein. 1875 erwarb ein Pfauder die Hammerstätte und errichtete hier eine Holzstoff-Fabrik. Diese erwarb 1888 Guido Frenzel, erneuerte sie und baute sie später in eine Holzpappen-Fabrik um. 1914 übernahm Rudolf Frenzel den Betrieb, erneuerte den Maschinenpark und stellte die Produktion auf Graupappe um. Ab 1919 nahm er auch die Verarbeitung von Kautschuk auf und stellte nun Hochdruck- und Spezialdichtunsplatten sowie auch Prägepappe her. Der Frankenhammer wird nach dem Tod der früheren Besitzer 1961 zur Firma Frenzelitwerke, die heute Dichtungsmaterialien, technische Textilien und Kompensatoren herstellt.

### Verwaltung
Gegen Ende des 18. Jahrhunderts bestand Frankenhammer aus drei Anwesen. Die Hochgerichtsbarkeit stand dem bayreuthischen Stadtvogteiamt Berneck zu. Grundherren waren die Hofkanzlei Bayreuth (1 Hammergut mit Wohnhäuslein) und der Rat Berneck (2 Höfe).
Von 1797 bis 1810 unterstand Frankenhammer dem Justiz- und Kammeramt Gefrees. Infolge des Ersten Gemeindeedikts wurde Frankenhammer dem 1812 gebildeten Steuerdistrikt Berneck und der zugleich entstandenen Munizipalgemeinde Berneck zugewiesen.

### Einwohnerentwicklung
| Jahr      | 001818 | 001819 | 001861 | 001871 | 001885 | 001900 | 001925 | 001950 | 001961 | 001970 | 001987 |
| Einwohner | 56     | *50    | 13     | 44     | 25     | 45     | 195    | 221    | 45     | 39     | 33     |
| Häuser    | 5      |        |        |        | 3      | 5      | 12     | 15     | 8      |        | 9      |
| Quelle    | [ 9 ]  | [ 12 ] | [ 13 ] | [ 14 ] | [ 15 ] | [ 16 ] | [ 17 ] | [ 18 ] | [ 19 ] | [ 20 ] | [ 1 ]  |

## Religion
Frankenhammer ist seit der Reformation evangelisch-lutherisch geprägt und bis heute nach (Bad) Berneck gepfarrt.